# B'Day
B'Day je druhé studiové album americké zpěvačky Beyoncé, které vyšlo v roce 2006. Beyoncé o albu řekla: „Na albu vyjadřuji tolik myšlenek a tolik emocí. Nechtěla jsem udělat další podobné album jako Dangerously in Love, protože by to byla nuda.“

## Úspěchy
Album debutovalo v USA na prvním místě a v prvním týdnu prodeje se alba prodalo přes 541,000 kopií. Album se dlouhé týdny drželo v nejlepší dvacítce téměř ve všech prestižních žebříčcích a na konci roku 2006 bylo album dvanáctým nejprodávanějším albem za daný rok.
Beyoncé z B'Day vydala mnoho singlů. S pilotním Déjà Vu ji pomohl její přítel Jay-Z. Singl byl úspěšný, ale největších úspěchů se dočkal song Irreplaceable, se kterým vedla prestižní žebříček Billboard Hot 100 celých deset týdnů.
V roce 2007 vyšla takzvaná Deluxe Edition alba B'Day, ta ale musela být po několika týdnech stažena z prodeje, jelikož na album Beyoncé zařadila píseň Kissing You od jiné zpěvačky a neměla na ni autorská práva. Přesto z Deluxe Edition pochází velmi úspěšný singl Beautiful Liar, duet, který nazpívala se Shakirou.
Za toto album obdržela Beyoncé pět nominací na Grammy Awards. V kategorii Nejlepší R&B song, kde byla nominována píseň Déjà Vu dokonce zvítězila.

## Seznam písní
1. Déjà Vu (Jay-Z)– 3:59
2. Get Me Bodied – 3:25
3. Suga Mama – 3:25
4. Upgrade U (Jay-Z) – 4:32
5. Ring the Alarm – 3:23
6. Kitty Kat – 3:55
7. Freakum Dress – 3:20
8. Green Light – 3:29
9. Irreplaceable – 3:47
10. Resentment – 4:41
11. Encore for the Fans – 0:39
12. Listen – 3:39
13. Check on It – 3:30

## Umístění ve světě
| Stát           | Umístění |
| -------------- | -------- |
| USA            | 1        |
| Rusko          | 1        |
| Světová        | 1        |
| Řecko          | 2        |
| Švýcarsko      | 2        |
| Velká Británie | 3        |
| Mexiko         | 3        |
| Kanada         | 3        |
| Čína           | 3        |
| Japonsko       | 4        |
| Argentina      | 5        |
| Německo        | 5        |
| Španělsko      | 5        |
| Norsko         | 6        |
| Belgie         | 7        |
| Brazílie       | 7        |
| Portugalsko    | 7        |
| Austrálie      | 8        |
| Nový Zéland    | 8        |
| Itálie         | 10       |
| Francie        | 12       |
| Rakousko       | 13       |
| Švédsko        | 15       |
| Finsko         | 22       |
| Česko          | 25       |
| Dánsko         | 28       |